# La Bloutière
La Bloutière ist eine französische Gemeinde mit 430 Einwohnern (Stand 1. Januar 2022) im Département Manche in der Region Normandie. Sie gehört zum Kanton Villedieu-les-Poêles-Rouffigny und zum Arrondissement Saint-Lô. 
Sie grenzt im Nordwesten an Montaigu-les-Bois, im Nordosten an Percy-en-Normandie mit Percy, im Osten an La Colombe, im Südosten an Villedieu-les-Poêles-Rouffigny, im Süden an Fleury und im Westen an Le Mesnil-Garnier.

## Bevölkerungsentwicklung
| Jahr      | 1962 | 1968 | 1975 | 1982 | 1990 | 1999 | 2008 | 2018 |
| --------- | ---- | ---- | ---- | ---- | ---- | ---- | ---- | ---- |
| Einwohner | 442  | 398  | 374  | 418  | 428  | 418  | 402  | 432  |

## Sehenswürdigkeiten

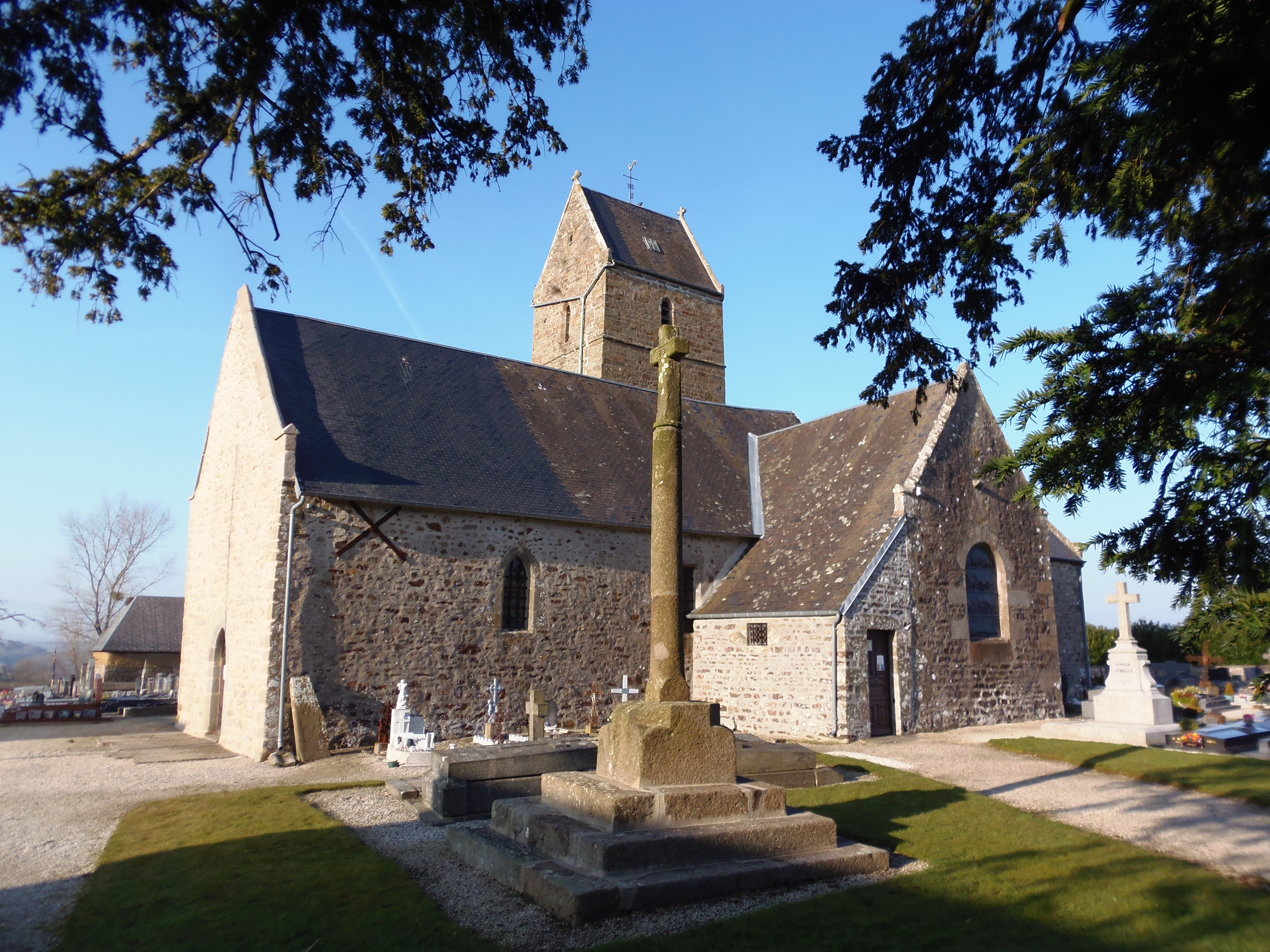
Kirche Notre-Dame

- Kirche Notre-Dame